# Varāhamihira
Varāhamihira, chiamato anche Varāha o Mihira (; 505 – 587), è stato un astronomo, astrologo e matematico indiano vissuto a Ujjain.
Nacque nella regione di Avanti, grosso modo corrispondente alla moderna Malwa, da Adityadasa, che era egli stesso un astronomo. Secondo una delle sue opere, fu educato a Kapitthaka. È considerato uno dei nove gioielli (Navaratnas) della corte del leggendario sovrano Yashodharman Vikramaditya di Malwa.

## Opere

### Pancha-Siddhantika
La principale opera di Varahamihira è il libro Pañcasiddhāntikā (o Pancha-Siddhantika, "[Trattato] sui Cinque Canoni [Astronomici]"): datato 575 d.C. ca., ci dà informazioni su testi indiani più antichi che sono ora perduti.

L'opera è un trattato sull'astronomia matematica e riassume cinque opere astronomiche anteriori, ossia Surya Siddhanta, Romaka Siddhanta, Paulisa Siddhanta, Vasishtha Siddhanta e Paitamaha Siddhanta. È un compendio del Vedanga Jyotisha come pure dell'astronomia ellenistica (inclusi elementi greci, egizi e romani). Varahamihira fu il primo a menzionare che l'ayanamsa, o lo spostamento dell'equinozio, è di 50,32 secondi. In questa opera arriva ad affermare che la terra era sospesa tra due magneti: "La palla rotonda della terra, composta da cinque elementi , sta nel mezzo della sfera stellata, come un pezzo di ferro tra due magneti" Anche lo studioso iraniano dell'XI secolo al-Bīrūnī descrisse i dettagli de I Cinque Canoni Astronomici:
"Essi [gli Indiani] hanno 5 Siddhānta:
- Sūrya-Siddhānta, cioè il Siddhānta del Sole, che si pensa sia stato composto da Lāṭadeva, ma in effetti composti da Mayasura, noto anche come Mamuni Mayan come affermato nello stesso testo.
- Vasishtha Siddhānta, così chiamato da una delle stelle dell'Orsa Maggiore, composto da Vishnucandra,
- Paulisa Siddhānta, così chiamato dal suo autore, il greco Paulisa, della città di Saintra, che si suppone sia Alessandria.
- Romaka Siddhānta, così chiamato dai Rūm, cioè i sudditi dell'Impero bizantino, composto da Śrīsheṇa.
- Paitahama Siddhānta".

### Brihat-Samhita
Un altro importante contributo di Varahamihira è il Brihat-Samhita enciclopedico. Copre argomenti di ampio respiro di interesse umano, che includono astrologia, movimenti planetari, eclissi, piogge, nuvole, architettura, crescita delle colture, fabbricazione dei profumi, matrimonio, relazioni domestiche, gemme, perle e rituali. Il volume espone il criterio di valutazione delle gemme che si trova nel Garuda Purana e fornisce dettagli sulle Nove Perle sacre dello stesso testo. Contiene 106 capitoli ed è noto come la "grande compilazione".

### Sull'astrologia
Varahamihira fu anche un astrologo. Scrisse su tutte e tre le principali branche dell'astrologia Jyotisha:
- Brihat Jataka - è considerato uno dei cinque principali trattati dell'astrologia induista sull'oroscopia
- Laghu Jataka - noto anche come Swalpa Jataka
- Samasa Samhita - noto anche come Lagu Samhita o Swalpa Samhita
- Brihat Yogayatra - noto anche come Mahayatra o Yakshaswamedhiya Yatra
- Yoga Yatra - noto anche come Swalpa Yatra
- Tikkani Yatra
- Brihat Vivaha Patal
- Lagu Vivaha Patal - noto anche come Swalpa Vivaha Patal
- Lagna Varahi
- Kutuhala Manjari
- Daivajna Vallabha (apocrifo).

Anche suo figlio Prithuyasas contribuì all'astrologia induista: il suo libro Hora Sara è un famoso testo di oroscopia. Si crede che Khana (altrove chiamata anche Lilavati), l'astrologa poetessa medievale del Bengala, fosse la nuora di Varahamihira.

### Sankhya Siddhanta
Un'altra delle opere meno note di Varahamihira è il Sankhya Siddhanta. Non si conosce molto di quest'opera, poiché di essa fu recuperato solo un frammento. Da ciò che si è recuperato, gli archeologi affermano che trattava di aritmetica avanzata, di trigonometria, nonché di alcuni concetti relativamente elementari.

## Influenze
Il Romaka Siddhanta ("Dottrina dei Romani") e il Paulisa Siddhanta ("Dottrina di Paul") furono due opere di origine occidentale che influenzarono il pensiero di Varahamihira, benché questa ricostruzione sia controversa, in quanto vi sono molte prove per suggerire che fosse in effetti pensiero vedico indigeno dell'India che prima influenzò gli astrologi occidentali e successivamente ritornò in India riformulato. Numerosi suoi scritti condividono somiglianze con testi anteriori come il Vedanga Jyotisha.
Un commento nel Brihat-Samhita di Varahamihira dice: "I Greci, benché barbari, devono essere onorati poiché hanno mostrato enorme interesse per la nostra scienza..." ("mleccha hi yavanah tesu samyak shastram kdamsthitam/ rsivat te 'p i pujyante kim punar daivavid dvijah" (Brihat-Samhita, 2.15)).

## Contributi

### Trigonometria
L'opera matematica di Varahamihira incluse la scoperta delle formule trigonometriche
{\displaystyle \sin ^{2}x+\cos ^{2}x=1\;\!}
{\displaystyle \sin x=\cos \left({\frac {\pi }{2}}-x\right)}
{\displaystyle {\frac {1-\cos 2x}{2}}=\sin ^{2}x}
Varahamihira migliorò l'accuratezza delle tavole del seno di Aryabhata.

### Aritmetica
Egli definì le proprietà algebriche dello zero come pure dei numeri negativi.

### Combinatoria
Varahamihira fu tra i primi matematici a scoprire una versione di quello che ora è il triangolo di Pascal. Lo usò per calcolare i coefficienti binomiali.

### Ottica
Tra i contributi di Varahamihira alla fisica vi è la sua affermazione che la riflessione è causata dalla retrodiffusione di particelle e la rifrazione (il cambiamento di direzione di un raggio luminoso mentre si muove da un mezzo in un altro) dalla capacità delle particelle di penetrare gli spazi interni del materiale, proprio come i fluidi che si muovono attraverso gli oggetti porosi.